# Exit…Stage Left
Exit…Stage Left (рус. «Выход… С левой стороны сцены») — концертный альбом канадской рок-группы Rush, выпущенный в 1981 году. В 1982 был выпущен под тем же названием на VHS, чуть позже на LD, а в 2007 году на DVD.
Попал на девятое место лучших концертных альбомов всех времён по версии журнала Classic Rock в 2004 году.

## Список композиций
Все песни написаны Нилом Пиртом, Алексом Лайфсоном и Гедди Ли, кроме указанных.
| №   | Название                    | Автор(ы)                        | Длительность |
| --- | --------------------------- | ------------------------------- | ------------ |
| 1.  | «The Spirit of Radio»       |                                 | 5:11         |
| 2.  | «Red Barchetta»             |                                 | 6:46         |
| 3.  | «YYZ»                       | Ли, Пирт                        | 7:43         |
| 4.  | «A Passage to Bangkok» ()   |                                 | 3:45         |
| 5.  | «Closer to the Heart»       | Ли, Лайфсон, Пирт, Питер Телбот | 3:08         |
| 6.  | «Beneath, Between & Behind» | Лайфсон, Пирт                   | 2:34         |
| 7.  | «Jacob's Ladder»            |                                 | 8:46         |
| 8.  | «Broon's Bane»              | Лайфсон                         | 1:37         |
| 9.  | «The Trees»                 |                                 | 4:50         |
| 10. | «Xanadu»                    |                                 | 12:09        |
| 11. | «Freewill»                  |                                 | 5:31         |
| 12. | «Tom Sawyer»                | Ли, Лайфсон, Пирт, Пай Дюбуа    | 4:59         |
| 13. | «La Villa Strangiato»       |                                 | 9:37         |

 1.↑ Данная песня не попала на оригинальный CD из-за ограничения по суммарной длительности в 74 минуты. Она присутствует на оригинальном LP, 8-track tape и кассете. Позже она была включена в переизданный CD, с его ограничением в 80 минут.
Дорожки 1—3 и 8—13 из оригинальной пластинки были записаны в Канаде во время тура по Moving Pictures, тогда как дорожки 4—7 были записаны в Великобритании во время тура по Permanent Waves.

## Изменения по сравнению со студийными записями
Звуковая дорожка «YYZ» с 4:24 была продлена до 7:45 из-за добавления ударного соло Нила Пирта (с 2:21 по 5:31). Соло на акустической гитаре в «La Villa Strangiato» было сыграно на электрогитаре, также по продолжительности оно приблизительно в два раза больше, чем в оригинале; также в песне присутствует пение Гедди Ли и его небольшое по продолжительности соло на бас-гитаре в конце дорожки.

## Участники записи
- Гедди Ли — бас-гитара, клавишные, гитара, вокал
- Алекс Лайфсон — гитара
- Нил Пирт — ударные

## Хит-парады
Billboard (Северная Америка)
| Год  | Хит-парад              | Позиция |
| ---- | ---------------------- | ------- |
| 1981 | Billboard’s Pop Albums | 10      |